# Liber burgensium (Hannover)
Der Liber burgensium von Hannover ist das älteste überlieferte Bürgerbuch der Stadt.

## Beschreibung
Der Liber burgensium ist eine mittelalterliche Handschrift, die sich als gebundenes Werk im Stadtarchiv Hannover befindet. unter der Nummer B 8310. Er enthält insbesondere ein Verzeichnis der neu hinzugekommenen Bürger aus dem Zeitraum von 1301 bis 1549 sowie die ältesten Statuten der Stadt, aber auch andere Aufzeichnungen und Abschriften von Urkunden der Jahre 1303 bis 1549.